# Franz-Josef Mertens
Franz-Josef Mertens (* 3. März 1934 in Bottrop; † 17. Juli 2017 ebenda) war ein deutscher Politiker (SPD).
Nach dem Abitur 1954 am Jungengymnasium Bottrop studierte Mertens Rechtswissenschaften und legte 1959 das erste und 1965 das zweite juristische Staatsexamen ab. Er promovierte 1964 an der Universität zu Köln mit der Dissertation Die Zulässigkeit von Arbeitszwang und Zwangsarbeit nach dem Grundgesetz und der Europäischen Konvention für Menschenrechte und Grundfreiheiten. 1966 wurde er stellvertretender Verbandsvorsitzender, ein Jahr später dann stellvertretendes Vorstandsmitglied der Sparkasse Bottrop. Dieses Amt und das des Abteilungsleiters übte er bis 1980 aus.
1966 trat Mertens in die SPD ein, ein Jahr später in die ÖTV. In der SPD war er Mitglied im Unterbezirksvorstand Bottrop. Von 1974 bis 2004 saß Mertens im Stadtrat von Bottrop. Von 1980 bis 1994 war er Mitglied des Deutschen Bundestages. Als stets direkt gewählter Abgeordneter des Wahlkreises Bottrop – Recklinghausen IV vertrat er die Städte Bottrop und Gladbeck.
Er war Mitglied der katholischen Studentenverbindung KStV Brisgovia Freiburg.